# Megalopsallus parapunctipes
Megalopsallus parapunctipes är en insektsart som beskrevs av Schuh 2000. Megalopsallus parapunctipes ingår i släktet Megalopsallus och familjen ängsskinnbaggar. Inga underarter finns listade i Catalogue of Life.